# 1-й Житній провулок (Житомир)
1-й Житній провулок — провулок у Корольовському районі міста Житомира. 

## Характеристики
Розташований в центральній частині міста, в Старому місті, у кварталі, що утворений вулицями Київською, Гоголівською, Князів Острозьких та Хлібною. Бере початок від прибудинкового проїзду біля будинку № 16 по вулиці Хлібній, прямує на північний схід та завершується глухим кутом. З'єднується з Хлібною вулицею за допомогою внутріквартального проїзду. 
Забудова, що адресована до провулка представлена одноповерховими багатоквартирними житловими будинками (побудови до 1917 року). Провулок зусібіч оточений багатоповерховою забудовою.

## Історичні відомості
Провулок виник і забудований наприкінці ХІХ століття. Брав початок від новоспланованої вулиці Хлібної. На плані 1915 року показаний у нинішній конфігурації, з назвою 1-й Хлібний провулок. У 1958 році провулок відомий як 3-й Хлібний. У 1968 році будівлі провулка переадресовані до тодішньої вулиці Горького (Хлібної). Провулок втратив вихід до Хлібної вулиці внаслідок будівництва п'ятиповерхового багатоквартирного житлового будинку № 16 та облаштування прибудинкової території. У 1993 році провулок відновлено з новою назвою 1-й Житній, у зв'язку з розташуванням неподалік Житнього ринку. Будівлі у провулку переадресовано з Хлібної вулиці до відновленого провулка.    